# Spring Hill Fair
Spring Hill Fair — третий студийный альбом австралийской инди-рок-группы The Go-Betweens из Брисбена. Он был выпущен 27 сентября 1984 года в Великобритании на лейбле Sire Records. Пластинка была записана в «очень дождливый май» в студии Studio Miraval в городе Ле-Валь, Франция. Перед записью альбома к группе присоединился басист Роберт Викерс, что позволило Гранту Макленнану занять место соло-гитариста. Оригинальный релиз состоял из десяти песен. В 2002 году Circus выпустили расширенный CD, включающий второй диск с десятью бонус-треками и видеоклип на песню «Bachelor Kisses».

## История
Альбом был назван в честь ежегодной ярмарки в Спринг-Хилл, Квинсленд, пригороде Брисбенской гимназии, где учился Роберт Форстер. Некоторые участники группы жили там в начале восьмидесятых. Грант Макленнан сказал о названии: «В общем-то, дело не в том, что мы тосковали по дому, думаю, нам просто хотелось, после альбома Before Hollywood, который был, очевидно, американским, создать что-то вроде местного праздника». В другом интервью Макленнан заявил: «Мы все жили там, и главная причина заключалась в том, что в сентябре-октябре каждого года в Брисбене, в Спринг-Хилл, проходит ярмарка, и поскольку альбом вышел примерно в это же время, мы подумали, что было бы неплохо упомянуть о каком-то местечке в названии, потому что мы давно этого не делали».
Макленнан и Фостер позже сказали, что не были вдохновлены и считали, что песни в предыдущем альбоме были лучше. Форстер сказал, что им больше нравилось «сидеть, пить вино и есть крольчатину! В этом определённо не хватало той остроты, что была у нас раньше». Они также были недовольны продюсированием, несмотря на то, что работали с тем же продюсером, что и в альбоме Before Hollywood. Макленнан сказал: «Джон Брэнд, продюсер, он менял альбом между вторым и третьим альбомами, как и мы, но он взял и сделал очень проработанную английскую поп-запись 1984 года, которая, в некотором смысле… ну, не была нашей». Фостер ещё более прямо заявил: «Джон Брэнд был ужасен. Его отношение было таким: „Вот теперь мы делаем настоящий альбом“». Моррисон сказал: «Джон был твёрдо намерен сделать хит, и это заметно».
Запись во Франции обошлась гораздо дороже, чем предыдущие записи, поскольку студия Miraval была забронирована на месяц. Форстер вспоминает, что изначально группа планировала обустроить студию и играть в ней так же, как они записывали альбом Before Hollywood с Брэндом ранее. Примерно половина треков содержала запрограммированные ритм-треки, что привело к конфликту между Брэнд и барабанщицей Линди Моррисон. Моррисон утверждала, что отношения между ними испортились после того, как Брэнд попытался соблазнить её и получил отказ в первый же день работы в студии. Брэнд потратила первую неделю на то, чтобы настроить барабаны и метрономные треки, а остальные участники группы чувствовали себя в ловушке . Более того, Моррисон вспоминала, что отношения внутри группы были плохими. «Они были в полном дерьме. Повсюду шла борьба за власть. Мы были в состоянии нервного расстройства», — сказала она. Оглядываясь назад, Форстер отметил, что группа должна была уволить Брэнда, однако, поскольку менеджер Брэнда забронировал студию для сделки, они посчитали необходимым продолжить работу с ним. Вскоре после релиза он сказал: «Теперь я категорически против продюсеров. Хоть убей, не понимаю, в чём их функция».
Форстер сказал о своих текстах: «Тексты для этого альбома я написал, когда был пьян. Мне хотелось говорить гораздо более прямолинейно, и я хотел говорить на определённые темы очень прямолинейно. И лучший способ, который я нашёл, — это сесть и выпить. Разговорный текст. Большинство текстов для этого альбома я начал писать ночью. Я начинал пить, курить сигареты и писал все тексты за один присест. Думаю, это заметно».
Опровергая обвинения в несвязности альбома, Макленнан сказал: «Это альбом, где мы разговаривали с самого начала, то есть с „Loaded“, то с „White Album“, где на пластинке были разные песни, и я это поддерживаю. Я отрицаю обвинения в разрозненности». В интервью в 2016 году Форстер придерживается иной точки зрения, утверждая: «Гранта всегда воспринимали как поп-мальчика в группе, но он не выбирал поп-песни. Иногда я пытался повлиять на него, поскольку у него было гораздо больше материала, чем у меня: у меня было четыре-пять песен для каждого альбома, а у него — 15-20. Но он предпочитал авангардную странность поп-музыке».
В альбоме записано множество приглашённых музыкантов — больше, чем на любой другой предыдущей записи группы. Ана да Силва (The Raincoats) исполнила дополнительный вокал в «Bachelor Kisses», Жак Лусье (владелец студии звукозаписи) сыграл на синтезаторе в «Part Company», Грэм Плит — клавишные и духовые, Дени Готье — труба, а Марк Фонтана — саксофон.
Обложка альбома группы была сделана в лондонском театре Ричмонд американским фотографом Шейлой Рок.
Первый сингл, «Part Company», был выпущен в августе 1984 года, но не добился успеха в чартах. Второй сингл, «Bachelor Kisses», стал первой настоящей попыткой группы выпустить коммерческий сингл. Хотя Sire Records не сняли клип на «Part Company», они сделали клип на «Bachelor Kisses», который частично снимался в Брайтоне. Тем не менее, «Bachelor Kisses» занял 72-е место в рейтинге «100 самых популярных песен» австралийской радиостанции Triple J за 1989 год: Triple J Hottest 100, 1989.

## Отзывы
| Оценки критиков               | Оценки критиков |
| Источник                      | Оценка          |
| ----------------------------- | --------------- |
| AllMusic                      | [ 15 ]          |
| Chicago Tribune               | [ 19 ]          |
| Entertainment Weekly          | A               |
| Now                           | 5/5             |
| Q                             | [ 22 ]          |
| The Rolling Stone Album Guide | [ 23 ]          |
| Select                        | 4/5             |
| Spin Alternative Record Guide | 8/10            |
| Uncut                         | [ 26 ]          |
| The Village Voice             | A               |

Альбом получил положительные отзывы музыкальной критики и интернет-изданий.
Клинтон Уокер, пишущий в газете The Age, счёл, что «альбом в целом разочаровал, был бессвязным и неровным». Хелен Фицджеральд была более восторженна в своей рецензии для Melody Maker, написав: «В этой пластинке есть очаровательное несовершенство, но это скорее стилистический расчёт, чем некомпетентность в дизайне. Местами вокал опасно дрожит, а расфокусированные любовные песни рисуют картину меланхолии, которую невозможно подделать». Песни сравнивали с фотографиями в сепийных тонах. Биба Копф из NME сказала: «Было бы глупо притворяться, будто „Go-Betweens“ — это искромётное веселье — порой они чрезмерно мрачны, гранича с трезвостью. Они не самые лёгкие для восприятия, но удовольствие и награда от них длятся дольше». NME поставил альбом Spring Hill Fair на 11-е место в списке «Альбомов года» за 1984 год. В 1996 году Роберт Кристгау из The Village Voice дал альбому оценку «А».
В рецензии Неда Рэггетта на альбом на AllMusic говорится: «Spring Hill Fair — чуть более традиционный, но не менее захватывающий сборник песен по сравнению с Before Hollywood. Он содержит немало классических песен Go-Betweens, при этом грубая, колючая эмоциональная острота многих текстов обретает почти нежные аранжировки». Он добавил: «На протяжении всего альбома можно услышать не только эксперименты расширенного состава, но и то, как отдельные музыканты добавляют свой собственный неповторимый стиль — щёточная перкуссия Моррисона в песне „Five Words“, великолепное соло Макленнана на ведущей гитаре в песне „You’ve Never Lived“, мастерство Викерса в игре с чётким фанком в песне „Slow Slow Music“».

## Список композиций
Все треки написаны Грантом Макленнаном и Робертом Форстером.
| №                   | Название                                                              | Текст песни              | Длительность |
| ------------------- | --------------------------------------------------------------------- | ------------------------ | ------------ |
| 1.                  | «Bachelor Kisses» (Записано в Westside Studios, Лондон - август 1984) | Grant McLennan           | 3:33         |
| 2.                  | «Five Words»                                                          | McLennan, Robert Forster | 4:05         |
| 3.                  | «The Old Way Out»                                                     | Forster                  | 3:41         |
| 4.                  | «You've Never Lived»                                                  | Forster                  | 3:55         |
| 5.                  | «Part Company»                                                        | Forster                  | 4:53         |
| 6.                  | «Slow Slow Music»                                                     | McLennan                 | 3:05         |
| 7.                  | «Draining the Pool for You»                                           | Forster                  | 4:16         |
| 8.                  | «River of Money»                                                      | McLennan                 | 5:10         |
| 9.                  | «Unkind and Unwise»                                                   | McLennan                 | 3:05         |
| 10.                 | «Man O'Sand to Girl O'Sea»                                            | Forster                  | 4:41         |
| Общая длительность: | Общая длительность:                                                   | Общая длительность:      | 40:24        |

| №                   | Название                           | Текст песни         | Длительность |
| ------------------- | ---------------------------------- | ------------------- | ------------ |
| 1.                  | «Emperor's Courtessan»             | McLennan            | 2:23         |
| 2.                  | «Newton Told Me»                   | Forster             | 2:33         |
| 3.                  | «Just Right for Him»               | McLennan            | 3:29         |
| 4.                  | «Attraction»                       | Forster             | 2:25         |
| 5.                  | «The Power That I Now Have»        | McLennan            | 2:45         |
| 6.                  | «Second Hand Furniture»            | Forster             | 4:13         |
| 7.                  | «Marco Polo Jr.»                   | McLennan            | 4:12         |
| 8.                  | «Sweet Tasting Hours»              | Forster             | 3:40         |
| 9.                  | «Unkind and Unwise» (Instrumental) |                     | 3:04         |
| 10.                 | «Bachelor Kisses» (video)          | G. McLennan         |              |
| Общая длительность: | Общая длительность:                | Общая длительность: | 28:44        |